# Wagen 54, bitte melden (Fernsehserie)
Wagen 54, bitte melden (Originaltitel Car 54, Where Are You?) ist eine US-amerikanische Sitcom von Nat Hiken. Von 1961 bis 1963 wurden 60 Folgen produziert. Die Serie handelt von zwei Polizisten der New Yorker Polizei, die im Stadtbezirk Bronx gemeinsam Streife fahren.

## Inhalt
Officer Gunther Toody und Officer Francis Muldoon fahren gemeinsam Streife in der New Yorker Bronx und treten dabei von einem Fettnäpfchen ins andere.
Der kleine, untersetzte, neugierige, aber nicht sehr helle Toody ist verheiratet mit der lauten, dominanten Lucille. Muldoon, ein Amerikaner irischer Abstammung, ist sehr groß und schlaksig, ruhig und intelligent. Er ist ein schüchterner Junggeselle, der mit seiner Mutter und zwei jüngeren Schwestern zusammenlebt. Ebenfalls häufig im Mittelpunkt des Geschehens stehen der befreundete Kollege Leo Schnauser und dessen Ehefrau Sylvia.

## Hintergrund
Fred Gwynne und Al Lewis wurden nach dem Abschluss der Dreharbeiten für die Serie The Munsters engagiert, durch die sie schließlich weltweit bekannt wurden.
1994 folgte ein gleichnamiger Spielfilm mit David Johansen als Toody und John C. McGinley als Muldoon.

## Ausstrahlung in Deutschland
Im deutschen Fernsehen liefen 1965 nur 15 Folgen unter dem Titel Wagen 54, bitte melden im ZDF. Die – bis auf eine ausgelassene Weihnachtssonderfolge – komplette Serie wurde erst 1997 im Pay-TV bei DF1 unter dem Titel Wagen 54 ausgestrahlt, wobei die bereits vom ZDF gezeigten Folgen neu synchronisiert wurden. Es sprechen Horst Kempe für Gunther Toody, Gerd Grasse für Francis Muldoon und Erhard Köster für Captain Block.
3. März bis 9. Juni 1965, ZDF, mittwochabends

Wiederholung: 21. Oktober 1969 bis 27. Januar 1970, ZDF dienstagabends
In Konrad Wagners ZDF-Dokumentarfilm Die geliehene Stimme vom 12. März 1965 und am 9. Juni 1966 wiederholt, kann man die Synchronarbeit an einer Folge der Serie beobachten.

## Episoden

### Staffel 1
| Episodennummer (gesamt) | Episodennummer (Staffel) | Originaltitel                     | Deutscher Titel                  | Erstausstrahlung (USA) | Erstausstrahlung (D) |
| ----------------------- | ------------------------ | --------------------------------- | -------------------------------- | ---------------------- | -------------------- |
| 1                       | 1                        | Who’s for Swordfish?              | Der Traum vom Schwertfisch       | 17. September 1961     |                      |
| 2                       | 2                        | Something Nice for Sol            | Das Geschenke Komitee            | 24. September 1961     |                      |
| 3                       | 3                        | Home Sweet Sing Sing              | Heimweh nach Sing Sing           | 1. Oktober 1961        |                      |
| 4                       | 4                        | Change Your Partner               | Ein ideales Paar                 | 8. Oktober 1961        |                      |
| 5                       | 5                        | I Won’t Go                        | Die letzte Mieterin              | 15. Oktober 1961       |                      |
| 6                       | 6                        | Muldoon’s Star                    | Ein Star zum Anfassen            | 22. Oktober 1961       |                      |
| 7                       | 7                        | The Paint Job                     | Bitte grün lackieren             | 29. Oktober 1961       |                      |
| 8                       | 8                        | Love Finds Muldoon                | Eine Frau für Muldoon            | 5. November 1961       |                      |
| 9                       | 9                        | The Gypsy Curse                   | Fluch der Zigeunerin             | 12. November 1961      |                      |
| 10                      | 10                       | Thirty Days Notice                | 30 Tage bis zum Auszug           | 19. November 1961      |                      |
| 11                      | 11                       | Catch Me on the Paar Show         | Der Garderobenkomiker            | 26. November 1961      |                      |
| 12                      | 12                       | The Taming of Lucille             | Vorbild Shakespeare              | 3. Dezember 1961       |                      |
| 13                      | 13                       | Put It in the Bank                | Bring das Geld zur Bank!         | 10. Dezember 1961      |                      |
| 14                      | 14                       | Get Well, Officer Schnauser       | Geheimmission fürs FBI           | 17. Dezember 1961      |                      |
| 15                      | 15                       | Christmas at the 53rd             | –                                | 24. Dezember 1961      |                      |
| 16                      | 16                       | The Sacrifice                     | Lesen ist gefährlich             | 7. Januar 1962         |                      |
| 17                      | 17                       | Boom, Boom, Boom                  | Francis und die Wimmerhälse      | 14. Januar 1962        |                      |
| 18                      | 18                       | Toody & Muldoon Crack Down        | Toody und Muldoon greifen durch  | 21. Januar 1962        |                      |
| 19                      | 19                       | Toody’s Paradise                  | Zwei Frauen für Toody            | 28. Januar 1962        |                      |
| 20                      | 20                       | How High Is Up?                   | Größer als die Polizei erlaubt   | 4. Februar 1962        |                      |
| 21                      | 21                       | Toody and the Art World           | Toody der Kunstkenner            | 11. Februar 1962       |                      |
| 22                      | 22                       | What Happened to Thursday?        | Der verflixte Donnerstag         | 18. Februar 1962       |                      |
| 23                      | 23                       | How Smart Can You Get?            | Kulturschock für Toody           | 25. Februar 1962       |                      |
| 24                      | 24                       | Today I Am a Man                  | Vom Muttersöhnchen zum Romeo     | 4. März 1962           |                      |
| 25                      | 25                       | No More Pickpockets               | Der Schrecken aller Taschendiebe | 11. März 1962          |                      |
| 26                      | 26                       | The Beast Who Walked the Bronx    | Burkholtz die Bestie             | 18. März 1962          |                      |
| 27                      | 27                       | The Courtship of Sylvia Schnauser | Endlich richtig heiraten!        | 25. März 1962          |                      |
| 28                      | 28                       | The Auction                       | Der Zeremonienstuhl              | 1. April 1962          |                      |
| 29                      | 29                       | Quiet! We’re Thinking             | Ruhe, wir denken!                | 8. April 1962          |                      |
| 30                      | 30                       | I Love Lucille                    | Toodys blonde Göttin             | 22. April 1962         |                      |

### Staffel 2
| Episodennummer (gesamt) | Episodennummer (Staffel) | Originaltitel                         | Deutscher Titel                        | Erstausstrahlung (USA) | Erstausstrahlung (D) |
| ----------------------- | ------------------------ | ------------------------------------- | -------------------------------------- | ---------------------- | -------------------- |
| 31                      | 1                        | Hail to the Chief                     | Wer fährt den Präsidenten?             | 16. September 1962     |                      |
| 32                      | 2                        | One Sleepy People                     | Affären zu dritt                       | 23. September 1962     |                      |
| 33                      | 3                        | A Man Is Not an Ox                    | Der Mensch ist doch kein Ochse         | 30. September 1962     |                      |
| 34                      | 4                        | Schnauser’s Last Ride                 | Schnauser und sein Pferd               | 7. Oktober 1962        |                      |
| 35                      | 5                        | Toody & Muldoon Sing Along with Mitch | Ein Königreich für einen Baß!          | 14. Oktober 1962       |                      |
| 36                      | 6                        | Occupancy, August 1st                 | Einzug: Erster August                  | 21. Oktober 1962       |                      |
| 37                      | 7                        | Remember St. Petersburg               | Graf Schnauser, der Liebling des Zaren | 28. Oktober 1962       |                      |
| 38                      | 8                        | That’s Show Business                  | Kopfstehende Polizisten                | 4. November 1962       |                      |
| 39                      | 9                        | Toody Undercover                      | Toodys Gang                            | 11. November 1962      |                      |
| 40                      | 10                       | I Hate Captain Block                  | Wenn Papageien sprechen                | 18. November 1962      |                      |
| 41                      | 11                       | A Star Is Born in the Bronx           | Die Keksprinzessin aus der Bronx       | 25. November 1962      |                      |
| 42                      | 12                       | Pretzel Mary                          | Millionen in der Matratze              | 2. Dezember 1962       |                      |
| 43                      | 13                       | 142 Tickets on the Aisle              | Das schmutzigste Stück am Broadway     | 9. Dezember 1962       |                      |
| 44                      | 14                       | Stop Thief                            | Kleptomanen überall!                   | 16. Dezember 1962      |                      |
| 45                      | 15                       | Je T'Adore Muldoon                    | Der Liebling aller Frauen              | 30. Dezember 1962      |                      |
| 46                      | 16                       | The White Elephant                    | Ein ehrliches Geschäft                 | 6. Januar 1963         |                      |
| 47                      | 17                       | Benny the Bookie’s Last Chance        | Benny der Buchmacher                   | 13. Januar 1963        |                      |
| 48                      | 18                       | The Presidential Itch                 | Der Gegenkandidat                      | 20. Januar 1963        |                      |
| 49                      | 19                       | Toody & Muldoon Meet the Russians     | Die Russen kommen                      | 27. Januar 1963        |                      |
| 50                      | 20                       | Here We Go Again                      | Vaters größter Fall                    | 3. Februar 1963        |                      |
| 51                      | 21                       | The Star Boarder                      | Der Pfarrer mit den Blüten             | 10. Februar 1963       |                      |
| 52                      | 22                       | The Biggest Day of the Year           | Der wichtigste Tag des Jahres          | 17. Februar 1963       |                      |
| 53                      | 23                       | Here Comes Charlie                    | Kein Schnaps für Charlie!              | 24. Februar 1963       |                      |
| 54                      | 24                       | See You at the Bar Mitzvah            | Joel und sein Vater                    | 3. März 1963           |                      |
| 55                      | 25                       | I’ve Been Here Before                 | Der König von Dänemark                 | 10. März 1963          |                      |
| 56                      | 26                       | Joan Crawford Didn’t Say No           | Traumpartner für alle!                 | 17. März 1963          |                      |
| 57                      | 27                       | Lucille Is 40                         | Lucille wird vierzig!                  | 24. März 1963          |                      |
| 58                      | 28                       | The Loves of Sylvia Schnauser         | Ein skandalöses Kochbuch               | 31. März 1963          |                      |
| 59                      | 29                       | Puncher & Judy                        | Das Tier im Ring                       | 7. April 1963          |                      |
| 60                      | 30                       | The Curse of the Snitkins             | Der Fluch des Luther Snitkin           | 14. April 1963         |                      |

## Titelmelodie
Der Liedtext wurden vom Schöpfer der Serie, Nat Hiken, geschrieben, die Musik stammt von John Strauss.